# Anelosimus decaryi
Anelosimus decaryi är en spindelart som först beskrevs av Fage 1930.  Anelosimus decaryi ingår i släktet Anelosimus och familjen klotspindlar. Inga underarter finns listade i Catalogue of Life.